# Uvala Lapad
Uvala Lapad je skupni naziv za dio dubrovačkog poluotoka i gradskog kotara Lapad te plaža smještenih u istoimenoj uvali.

## Plaže uvale Lapad
U uvali Lapad se nalaze mnogobrojni hoteli i jedna od najpopularnijih dubrovačkih šetnica, ali je najpoznatija po brojnim plažama.

### Uvala
Najpopularnija plaža je Uvala na kojoj se, osim betonskog tobogana, mogu pronaći mnogobrojni ugostiteljski i ostali sadržaji kojima suvremena plaža mora raspolagati. Plaža je pješčano - šljunkovita s poprilično plitkim i u ljetnim mjesecima toplim, za kupanje izrazito ugodnim morem.

### Adriatic
Zemljopisni položaj: 42°39′14″N 18°04′07″E / 42.65389°N 18.06861°E
Odmah do plaže Uvala se nalazi plaža Adriatic. Smještena je podno istoimenog hotela. Betonska je a more je nešto dublje nego na susjednoj Uvali.

### Vis I
Zemljopisni položaj: 42°39′12″N 18°04′03″E / 42.65333°N 18.06750°E
Plaža Vis I je sljedeća u nizu od plaža Uvale Lapad. Plaža je šljunkovita, malim dijelom popločena betonskim terasama. More je plitko. Obogaćena je raznim ugostiteljskim sadržajima.

### Splendid
Zemljopisni položaj: 42°39′14″N 18°03′54″E / 42.65389°N 18.06500°E
Plaža Splendid je tik do plaže Vis I, podno istoimenog hotela. Pjeskovito - šljunčana je, dijelom popločena betonskim terasama. More je plitko.

### Vis II
Zemljopisni položaj: 42°39′10″N 18°03′42″E / 42.65278°N 18.06167°E"E
Vis II se nalazi podno istoimenog, još uvijek neobnovljenog hotela, koji je nastradao za vrijeme Domovinskog rata. Šljunčana je a djelomično je popločena betonskim terasama.

### Titova villa
Zemljopisni položaj: 42°39′13″N 18°03′52″E / 42.65361°N 18.06444°E
Plaža se nalazi podno nekadašnje Titove vile. Šljunčana je s plitkim morem i pokojom manjom stijenom.

### Elita
Zemljopisni položaj: 42°39′30″N 18°03′39″E / 42.65833°N 18.06083°E
Na suprotnoj strani Uvale Lapad nalazi se niz stjenovitih plaža i kupališta od kojih je najpoznatija plaža Elita, smještena podno istoimenog hotela. Plaža je manjim dijelom šljunčana a većim stjenovita i popločena betonskim terasama.